# Eudonia clerica
Eudonia clerica là một loài bướm đêm trong họ Crambidae.